# Стефані Майоркіс
Стефані Майоркіс (порт. Stephanie Mayorkis; нар. 4 березня 1971) — колишня бразильська тенісистка.
Найвищу одиночну позицію світового рейтингу — 312 місце досягла 12 липня 1993, парну — 289 місце — 29 листопада 1993 року.
Здобула 1 парний титул туру ITF.

## Фінали ITF

### Одиночний розряд: 1 (0–1)
| Результат | Ранг | Дата          | Турнір     | Покриття | Суперниця             | Рахунок  |
| --------- | ---- | ------------- | ---------- | -------- | --------------------- | -------- |
| Поразка   | 1.   | 9 жовтня 1988 | Ліма, Перу | Ґрунт    | Ілумінада Консепсьйон | 3–6, 0–6 |

### Парний розряд: 3 (1–2)
| Результат | Ранг | Дата             | Турнір                  | Покриття | Партнерка            | Суперниці                    | Рахунок     |
| --------- | ---- | ---------------- | ----------------------- | -------- | -------------------- | ---------------------------- | ----------- |
| Поразка   | 1.   | 5 листопада 1989 | Белу-Оризонті, Бразилія | Ґрунт    | Крістіна Розвадовскі | Роберта Буржаглі Лусія Перія |             |
| Перемога  | 1.   | 24 червня 1990   | Мадейра, Португалія     | Тверде   | Кора Ліннеман        | Моніка Мраз Петра Камстра    | 6–4, 7–5    |
| Поразка   | 2.   | 25 серпня 1991   | Манаус, Бразилія        | Тверде   | Крістіна Розвадовскі | Еуженія Мая Роберта Буржаглі | 4–6, 6–7(3) |